# آمانینامید
آمانینامید (به انگلیسی: Amaninamide) با فرمول شیمیایی C39H54N10O13S یک ترکیب شیمیایی با شناسه پاب‌کم 12391 است. که جرم مولی آن ۹۰۲٫۹۷ گرم بر مول می‌باشد. شکل ظاهری این ترکیب، بلورهای جامد است.